# Sambizanga
Sambizanga é uma cidade e município da província de Luanda, em Angola.
Sambizanga tem 14,5 km² e cerca de 244 mil habitantes. Limita-se a norte e oeste com o município de Ingombota, a leste com o município de Hoji-ya-Henda, a sul com os municípios de Ingombota e Rangel.
Até 2011 foi um dos nove municípios que constituiam a área urbana cidade de Luanda, na província do mesmo nome, em Angola, quando tornou-se um distrito urbano da cidade de Luanda. Em 2024 recuperou seu estatuto de município.
É subdividido nos bairros de Malanga e Bairro Operário (ou BêÓ).
Ao mesmo tempo em que é um município, Sambizanga forma parte da área da cidade Luanda, a capital nacional; assim, Sambizanga é parte da cidade de Luanda.